# Sonja Graf
Susanna Graf, detta Sonja, nota anche come Sonja Graf-Stevenson (Monaco, 16 dicembre 1908 – New York, 6 marzo 1965), è stata una scacchista tedesca naturalizzata statunitense.

## Biografia
Imparò gli scacchi dal padre, un tedesco del Volga emigrato a Monaco per inseguire una carriera di pittore. In un libro la Graf racconta che il padre era piuttosto dispotico e a volte violento, per cui prese a frequentare, a mo' di rifugio soprattutto psicologico, i caffè di Monaco dove si giocava a scacchi. Conobbe il campione Siegbert Tarrasch, che le fu amico e istruttore. Prima dei vent'anni riuscì a vincere due volte contro Rudolf Spielmann in simultanee date da quest'ultimo a Monaco. 
Nel 1934 e 1937 giocò due match con l'allora campionessa del mondo Vera Menchik, il primo ad Amsterdam e il secondo a Semmering, perdendoli però entrambi (1-3 e 4,5-11,5).
Nel 1936, in assenza della Menchik, vinse il torneo internazionale femminile di Semmering, davanti all'italiana Clarice Benini, che si classificò seconda.
Nel 1939 si recò a Buenos Aires per partecipare al mondiale femminile, che si svolgeva in contemporanea alle olimpiadi degli scacchi, ma venne esclusa dalla lista dei concorrenti tedeschi per la sua aperta opposizione al regime nazista. Partecipò tuttavia ugualmente sotto la bandiera "Libre" ("libero" in spagnolo), cioè da apolide, con il risultato di 15/18 (+15 –3). Perse l'incontro con Vera Menchik, dopo un errore commesso in posizione di vantaggio. 
In seguito allo scoppio della seconda guerra mondiale decise, come molti altri giocatori europei, di rimanere in Argentina. Imparò velocemente la lingua e la cultura e scrisse due libri: Así juega una mujer... ("È così che gioca una donna..."), 1941, nel quale descrive la sua esperienza come giocatrice di scacchi, e Yo Soy Susann ("Io sono Susann"), in cui racconta gli abusi fisici e psicologici subiti durante l'infanzia. Conobbe l'armatore statunitense Vernon Stevenson, col quale si sposò nel 1949. I due si trasferirono appena sposati in California, stabilendosi a Hollywood. Prese la cittadinanza statunitense col nome di "Sonja Graf-Stevenson".
In seguito alla nascita del figlio Alexander sospese l'attività scacchistica per diversi anni, poi nel 1958/59 vinse (alla pari con Gisele Kahn Gresser) il campionato femminile USA. 
In seguito si trasferì con la famiglia a New York, dove morì il 6 marzo 1965 all'età di 56 anni per una malattia al fegato.